# Supercopa de Alemania 2016
La DFL Supercup 2016 fue la séptima edición de la Supercopa de Alemania. El partido se jugó el 14 de agosto de 2016 en el Signal Iduna Park, en Dortmund, Alemania. Se jugó entre el Bayern de Múnich, campeón de la Bundesliga 2015-16, y el subcampeón de la Copa de Alemania 2015-16, el Borussia Dortmund.

## Equipos participantes
| Bayern de Múnich  |  |  |  | Campeón de la 1. Bundesliga 2015-16 y la Copa de Alemania 2015-16 |
| Borussia Dortmund |  |  |  | Subcampeón de la Copa de Alemania 2015-16                         |

## Final

### Ficha del partido
| 38         | Guardameta     | Roman Bürki               |     |
| 30         | Defensa        | Felix Passlack            |     |
| 25         | Defensa        | Sokratis Papastathopoulos |     |
| 5          | Defensa        | Marc Bartra               |     |
| 29         | Defensa        | Marcel Schmelzer          |     |
| 27         | Centrocampista | Gonzalo Castro            |     |
| 18         | Centrocampista | Sebastian Rode            |     |
| 23         | Centrocampista | Shinji Kagawa             |     |
| 7          | Centrocampista | Ousmane Dembélé           | 68' |
| 20         | Centrocampista | Adrián Ramos              | 68' |
| 17         | Delantero      | Pierre-Emerick Aubameyang | 77' |
| Entrenador | Entrenador     | Thomas Tuchel             |     |

| 1          | Guardameta     | Manuel Neuer       |     |
| 21         | Defensa        | Philipp Lahm       |     |
| 8          | Defensa        | Javi Martínez      |     |
| 5          | Defensa        | Mats Hummels       |     |
| 27         | Defensa        | David Alaba        |     |
| 14         | Centrocampista | Xabi Alonso        |     |
| 6          | Centrocampista | Thiago Alcántara   |     |
| 23         | Centrocampista | Arturo Vidal       | 70' |
| 7          | Delantero      | Franck Ribéry      | 64' |
| 25         | Delantero      | Thomas Müller      | 85' |
| 9          | Delantero      | Robert Lewandowski |     |
| Entrenador | Entrenador     | Carlo Ancelotti    |     |

| 21 | Centrocampista | André Schürrle | 68' |
| 33 | Centrocampista | Julian Weigl   | 68' |
| 9  | Centrocampista | Emre Mor       | 77' |

| 29 | Centrocampista | Kingsley Coman | 64' |
| 32 | Centrocampista | Joshua Kimmich | 70' |
| 18 | Defensa        | Juan Bernat    | 85' |

| Anotado | 57' | Arturo Vidal  | 0 – 1 |
| Anotado | 78' | Thomas Müller | 0 – 2 |

| Amonestado | 29' | Felix Passlack  |  |
| Amonestado | 39' | Ousmane Dembélé |  |
| Amonestado | 61' | Sebastian Rode  |  |

| Amonestado | 11' | Javier Martínez |  |
| Amonestado | 29' | Franck Ribéry   |  |
| Amonestado | 30' | Xabi Alonso     |  |

| Árbitro             | Tobias Welz    |
| Árbitros asistentes | Rafael Foltyn  |
| Árbitros asistentes | Martin Thomsen |
| Cuarto árbitro      | Tobias Stieler |

| 38         | Guardameta     | Roman Bürki               |     |
| 30         | Defensa        | Felix Passlack            |     |
| 25         | Defensa        | Sokratis Papastathopoulos |     |
| 5          | Defensa        | Marc Bartra               |     |
| 29         | Defensa        | Marcel Schmelzer          |     |
| 27         | Centrocampista | Gonzalo Castro            |     |
| 18         | Centrocampista | Sebastian Rode            |     |
| 23         | Centrocampista | Shinji Kagawa             |     |
| 7          | Centrocampista | Ousmane Dembélé           | 68' |
| 20         | Centrocampista | Adrián Ramos              | 68' |
| 17         | Delantero      | Pierre-Emerick Aubameyang | 77' |
| Entrenador | Entrenador     | Thomas Tuchel             |     |

| 1          | Guardameta     | Manuel Neuer       |     |
| 21         | Defensa        | Philipp Lahm       |     |
| 8          | Defensa        | Javi Martínez      |     |
| 5          | Defensa        | Mats Hummels       |     |
| 27         | Defensa        | David Alaba        |     |
| 14         | Centrocampista | Xabi Alonso        |     |
| 6          | Centrocampista | Thiago Alcántara   |     |
| 23         | Centrocampista | Arturo Vidal       | 70' |
| 7          | Delantero      | Franck Ribéry      | 64' |
| 25         | Delantero      | Thomas Müller      | 85' |
| 9          | Delantero      | Robert Lewandowski |     |
| Entrenador | Entrenador     | Carlo Ancelotti    |     |

| 21 | Centrocampista | André Schürrle | 68' |
| 33 | Centrocampista | Julian Weigl   | 68' |
| 9  | Centrocampista | Emre Mor       | 77' |

| 29 | Centrocampista | Kingsley Coman | 64' |
| 32 | Centrocampista | Joshua Kimmich | 70' |
| 18 | Defensa        | Juan Bernat    | 85' |

| Anotado | 57' | Arturo Vidal  | 0 – 1 |
| Anotado | 78' | Thomas Müller | 0 – 2 |

| Amonestado | 29' | Felix Passlack  |  |
| Amonestado | 39' | Ousmane Dembélé |  |
| Amonestado | 61' | Sebastian Rode  |  |

| Amonestado | 11' | Javier Martínez |  |
| Amonestado | 29' | Franck Ribéry   |  |
| Amonestado | 30' | Xabi Alonso     |  |

| Árbitro             | Tobias Welz    |
| Árbitros asistentes | Rafael Foltyn  |
| Árbitros asistentes | Martin Thomsen |
| Cuarto árbitro      | Tobias Stieler |

|                                     |
| Bandera del Estado Libre de Baviera |
| Campeón Bayern Múnich 5.º título    |